# Матренино (Тверская область)
Матрёнино — деревня в Удомельском городском округе Тверской области.

## География
Деревня находится в северной части Тверской области на расстоянии приблизительно 22 км на север по прямой от железнодорожного вокзала города Удомля.

## История
Деревня известна с 1478 года. В 1859 году принадлежала помещице А. И. Колзаковой. Здесь было учтено дворов (хозяйств) 10 (1859 год), 33 (1886), 36 (1911). В советский период истории здесь действовали колхозы «1-е Мая», «Гигант» и «Ударник». До 2015 года входила в состав Котлованского сельского поселения до упразднения последнего. С 2015 года в составе Удомельского городского округа.

## Население
Численность населения: 104 человека (1859 год), 210 (1886), 200 (1911), 1 (русские 100 %) в 2002 году, 0 в 2010.